# Sonny Peterson
Sonny Peterson, född 12 november 1940, död 27 september 2019, var en svensk organist, pianist, sångpedagog och dirigent.
Peterson var under många år organist i Katarina kyrka i Stockholm. Som organist gjorde han framför allt sig ett namn inom den franska romantiska orgelrepertoaren där han bland andra inspirerades mycket av Rolande Falcinelli.
Han utmärkte sig dock främst som sångpedagog. Han studerade sång för bland andra Arne Sunnegårdh och Paul Lohmann. Bland Petersons elever fanns många av Sveriges främsta operasångare.
Peterson uruppförde verk av svenska tonsättare, bland andra Anders Eliasson och Michael Waldenby.

## Diskografi
- Vår kyrka brann..., Nosag 1995
- Och det hände sig, Cantio 1979 (med Staffan Sandlund)
- De 20 mest önskade julsångerna, EMI 1979
- Ela ja leegitse, Estonian voice 1978
- Kom signade jul, Aubergine 1977 (med Rolf Björling)